# Rajella dissimilis
Rajella dissimilis és una espècie de peix de la família dels raids i de l'ordre dels raïformes.

## Morfologia
- Els mascles poden assolir 39 cm de longitud total.[3][4]

## Reproducció
És ovípar i les femelles ponen càpsules d'ous, les quals presenten com unes banyes a la closca.

## Alimentació
Menja cefalòpodes, peixos petits i Mysidacea.

## Hàbitat
És un peix marí i d'aigües profundes (15°N-34°S) que viu entre 719-1.620 m de fondària.

## Distribució geogràfica
Es troba a l'oceà Atlàntic oriental: les Illes Canàries, Namíbia, Sud-àfrica i el Sàhara Occidental.

## Observacions
És inofensiu per als humans.